# Росія майбутнього
«Росія майбутнього» (до 19 травня 2018 — «Партія прогресу», до 8 лютого 2014 — «Народний альянс») — незареєстрована російська ліберальна політична партія. З перших днів свого існування партія зараховувала себе до прихильників Олексія Навального. Сам політик вступив у партію та був обраний її головою у 2013 році, після того, як посів друге місце на виборах мера Москви.
Міністерство юстиції Російської Федерації багаторазово відмовляло або позбавляло партію державної реєстрації.
В 2021 міністерство юстиції зареєструвало зміну назви «Партії вільних громадян», не пов'язаної з прихильниками Навального, на «Росія майбутнього».
«Росія майбутнього» - одна з головних опозиційних партій Росії, яка виступає проти військової агресії проти України. Станом на 2023 рік «Росія майбутнього» визнає Крим частиною України, хоча до повномасштабного вторгнення в Україну вона визнавала Крим нібито «спірною територією». Партія є незаконною в Росії, оскільки була оголошена російським урядом «екстремістською організацією».

## Історія

### «Народний альянс»

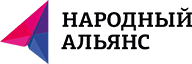
Логотип партії «Народний альянс» у 2012—2014 роках

26 липня 2012 року Леонідом Волковим було оголошено про намір створення партії на базі проекту «Демократія-2» . 30 липня у Москві сформовано організаційний комітет Всеросійської політичної партії «Народний альянс». 31 липня уповноважений оргкомітетом Леонід Волков здав усі необхідні для реєстрації оргкомітету документи Міністерства юстиції.
15 грудня 2012 року в Москві відбувся установчий з'їзд партії, на якому виступив Олексій Навальний. Установчий з'їзд прийняв статут та програму партії, а також обрав склад центральної ради.
10 квітня 2013 року партія «Народний альянс» подала до Мін'юсту Росії документи на реєстрацію. Мін'юст мав відповісти на заяву про реєстрацію партії до 10 травня, проте 30 квітня Мін'юст призупинив реєстрацію партії. 14 травня, після отримання висновку Мін'юсту РФ про зупинення реєстрації партії та його правового аналізу, партія виступила із заявою про максимально можливе усунення зауважень Мін'юсту, незважаючи на те, що, на думку партії, більшість зауважень не відповідає закону, а частина положень статуту, у яких було знайдено «порушення», відповідає статутам таких партій, як " Єдина Росія ", КПРФ та «Альянс зелених». 15 червня відбувся другий з'їзд партії, на якому були прийняті поправки до статуту, необхідні для повторного подання документів до Мін'юсту. 5 липня 2013 відомство знову відмовило партії в реєстрації.
15 вересня 2013 року, після участі у дострокових виборах мера Москви, Олексій Навальний заявив про можливість очолити партію. Він заявив, що не вступав у партію раніше, оскільки боявся, що влада не стане в такому разі її реєструвати. Політик назвав «Народний альянс» «найживіший» із існуючих партій і пообіцяв продовжувати спроби офіційно зареєструвати її.
17 листопада 2013 року партія провела новий установчий з'їзд. Було представлено нову програму, у розробці якої брав участь колишній ректор Російської економічної школи Сергій Гурієв. Олексія Навального було обрано головою партії під час голосування делегатів партійного з'їзду. За кандидатуру Навального проголосувало 88 із 108 делегатів. На третьому з'їзді партії також було сформовано та затверджено нові склади центральної ради та центральної контрольно-ревізійної комісії.

### Партія прогресу

Логотип «Партії прогресу» у 2014—2018 роках

У листопаді 2013 року, наступного дня після обрання Навального головою «Народного альянсу», партія Андрія Богданова «Родная Страна» (укр. «Рідна Країна») подала до Мін'юсту документи про зміну назви на «Народний альянс». 27 листопада 2013 року міністерство затвердило зміну найменування. Це унеможливило подальшу реєстрацію під назвою «Народний альянс» партії Навального, оскільки існування двох партій з однаковими назвами суперечить закону. У зв'язку з цим 20 січня 2014 року Мін'юст призупинив реєстрацію партії. 8 лютого відбувся позачерговий з'їзд за участю делегатів від регіональних відділень партії, на якому було прийнято поправки до статуту, оновлено склад центральної ради, було затверджено рішення про перейменування партії «Народний альянс» на «Партію прогресу».
19 лютого 2014 року «Партія прогресу» була зареєстрована Міністерством юстиції як політична партія, 25 лютого інформація про партію була внесена до Єдиного державного реєстру юридичних осіб Росії. 2 квітня 2014 року відомство заявило про можливість відкликання реєстрації партії.
8 квітня 2014 року «Партія прогресу» у Верховному суді Російської Федерації домоглася визнання пункту 41 адміністративного регламенту Міністерства юстиції недійсним щодо політичних партій.
22 серпня 2014 року «Партія прогресу» повідомила Мін'юст про продовження терміну реєстрації регіональних відділень відповідно до статті 15 закону «Про політичні партії», маючи на той момент 15 зареєстрованих регіональних відділень із необхідних 43. 24 вересня 2014 «Партія прогресу» повторила повідомлення, маючи вже 40 зареєстрованих регіональних відділень.
На виборах, що пройшли в єдиний день голосування 14 вересня 2014 року, 5 членів «Партії прогресу» стали муніципальними депутатами в Московській області та Санкт-Петербурзі.
26 вересня 2014 року в блозі лідера партії Олексія Навального було повідомлено про реєстрацію 43 регіональних відділень, що означає виконання вимог Мін'юсту для реєстрації політичних партій, до 2 жовтня було зареєстровано відділення у Чувашії та Оренбурзькій області.
27 вересня 2014 року Партія прогресу оголосила про подолання бар'єру з реєстрації 43 регіональних відділень. За словами голови партії Олексія Навального, було отримано документи про реєстрацію 42 відділень, і набуло чинності рішення суду, яке зобов'язує відділення Мін'юсту по Санкт-Петербургу зареєструвати відповідне відділення партії. Однак джерела газети «Известия» стверджували, що для реєстрації партії необхідно, щоб документи на реєстрацію всіх регіональних відділень були подані до закінчення шестимісячного терміну з дня реєстрації партії, за винятком регіонів, де йдуть судові процеси щодо відмови у реєстрації. Як заявив секретар центральної ради партії Дмитро Крайнєв, "на 25 серпня у нас було зареєстровано 15 відділень і йшли суди у 45 регіонах. Протягом місяця після шестимісячного терміну ми маємо надати свідоцтво про реєстрацію регіональних відділень. Але у п. 7 ст. 15 федерального закону «Про політичні партії» виробляється застереження, що й на момент закінчення терміну не завершилися суди з оскарження чи є зупинення державної реєстрації речових, то терміни продовжуються.
Під час реєстрації регіональних відділень партія зіткнулася з численними відмовими регіональних відділень Мін'юсту (до 27 вересня 2014 року — понад 160). За словами секретаря Центральної ради «Партії прогресу» та юриста Дмитра Крайнєва, останні відмови були абсурдні: зокрема в Курській області в реєстрації відмовили через те, що другий рядок, який довелося перенести, починався не з пропуску. Відмови у реєстрації регіональних відділень оскаржуються в судах, крім того, у партії розглядається можливість подання скарги до ЄСПЛ у разі, якщо партію не буде зареєстровано.
28 квітня 2015 року Мін'юст Росії ухвалив рішення про позбавлення державної реєстрації партії; керівництво партії заявило про намір заперечувати рішення Мін'юсту аж до ЄСПЛ.
11 січня 2018 року голова партії Олексій Навальний заявив, що керівництво об'єднання намагалося зареєструвати з 2012 року та провело для цього 6 з'їздів. На 17 січня 2018 року було призначено засідання оргкомітету партії, а на 3 березня заплановано установчий з'їзд.

### Робоча назва
22 лютого 2018 року колишній заступник координатора московського штабу президентської кампанії Олексія Навального Віталій Серуканов заявив на своїй сторінці у Facebook'і, що до Міністерства юстиції подано документи на реєстрацію партії на базі партії «Громадянська позиція» під тією самою назвою: «Партія прогресу». Навальний заявив, що у нього намагається вкрасти назву партії політтехнолог Андрій Богданов, як це вже було у 2013 році під назвою «Народний альянс». 19 березня 2018 року в ЄДРЮЛ внесли записи про перейменування партії «Громадянська позиція» Богданова на «Партію прогресу».
3 березня 2018 року мав відбутися установчий з'їзд партії під іншою назвою, проте 2 березня, через годину після повідомлення Навальним Мін'юсту про час та місце з'їзду, орендодавець приміщення заявив про розірвання договору через позицію власника будівлі. Також вона розповіла про те, що крім договору є такі «сили», які «поза контролем навіть генерального директора», при цьому згадавши, що власник пов'язаний з урядом. У результаті з'їзд партії не відбувся.
29 березня до Міністерства юстиції знову було надіслано повідомлення про утворення організаційного комітету з метою підготовки, скликання та проведення установчого з'їзду партії «Робоча назва». Навальний розповів, що спочатку партію буде зареєстровано під такою назвою, а пізніше її перейменують.

### «Росія майбутнього»
19 травня 2018 року було проведено установчий з'їзд партії «Росія майбутнього», на якому делегати також проголосували за ухвалення нового статуту. Головою партії (секретарем Центральної ради партії) було обрано Івана Жданова . 18 липня Навальний повідомив, що Міністерство юстиції 10 липня 2018 року призупинило реєстрацію створення партії до 10 жовтня 2018 року, виявивши вісім порушень у тексті статуту.
6 серпня 2018 року прихильники Навального знову подали до Мін'юсту документи для поновлення реєстрації «Росії майбутнього», повідомивши про проведення з'їзду та 55 регіональних зборів. 27 серпня 2018 року в реєстрації партії було відмовлено.
20 лютого 2019 року в «Новій газеті» було опубліковано інформацію про те, що організаційний комітет знову проведе установчий з'їзд 28 березня. Вдев'яте установчий з'їзд, у ході якого також було обрано нову Центральну раду партії та голову, пройшов 28 березня 2019 року в будинку відпочинку під містом Тарусою в Калузькій області. Партію знову очолив Навальний. 16 травня юристи ФБК вдев'яте подали документи про реєстрацію партії до Мін'юсту, створивши 56 регіональних відділень. 27 травня 2019 року Мін'юст вдев'яте відмовив партії в реєстрації у зв'язку з тим, що партія під назвою «Росія майбутнього» вже існує. Проте у базі даних Міністерства юстиції партії з такою назвою знайти не вдалося. До цього Мін'юст вже двічі реєстрував організації, які називалися як партії Навального. 21 вересня 2020 року партію-спойлеру було ліквідовано Верховним судом. Директор ФБК Іван Жданов заявив, що справа про відмову в реєстрації комунікована в ЄСПЛ, і нова подача документів для реєстрації партії поки не планується.

## Ідеологія
Партія дотримується лібералізму одночасно з певними ідеями соціальної держави. Партія зазначає, що Росія є частиною європейської цивілізації, в якій важливу роль відіграють свобода, самоповага та відповідальність людини, а потреба участі держави в різних суспільних відносинах, включаючи економіку, культуру чи сім'ю, поступово зменшується. Тому в майбутньому і в міру розвитку, згідно з партією, російська держава повинна буде взяти на себе роль арбітра, який відмовився від активного втручання в суспільні відносини, але стежить за тим, щоб ніхто не порушував встановлених правил.
Програма партії виступала за децентралізацію влади в Росії, скорочення кількості державних чиновників, люстрацію осіб, відповідальних за політичні репресії, та скорочення повноважень президента, можливо, перехід до парламентської республіки за верховенства закону та забезпечення незалежності судової влади.
Як втілення ідеї соціальної держави партія розглядає завдання подолання надто великої економічної нерівності між росіянами, вирішення проблеми соціальної напруженості, а також «перехід до соціального світу, що ґрунтується на принципах справедливості та рівності перед законом усіх громадян Росії».
В економіці партія дотримується центристських поглядів, згідно з якими необхідно уникати як повної свободи економічних відносин, що є причиною надто великої економічної та соціальної нерівності, так і розподілу суспільних благ на зрівняльній основі, що є причиною уповільнення економічного та соціального розвитку.

## Керівні органи
Чинний склад Центральної ради партії «Росія майбутнього» :
- Олексій Навальний — голова партії «Росія майбутнього», засновник «Фонду боротьби з корупцією» (ФБК).
- Сергій Бойко — координатор штабу Навального в Новосибірську. Депутат Ради депутатів Новосибірська VII скликання.
- Микола Ляскін — співробітник ФБК.
- Руслан Шаведдінов — менеджер проектів ФБК. 23 грудня 2019 року у нього було проведено обшук, він був позбавлений мобільного зв'язку та можливості викликати адвоката. Після обшуку його було затримано та вивезено з Москви на архіпелаг Нова Земля для проходження військової служби. Шаведдінов заперечував свою придатність до військової служби, але 23 грудня Мосміськсуд у другій інстанції відмовив йому. Відслужив рік і повернувся.
- Іван Жданов — директор ФБК.
- Олександр Помазуєв — юрист ФБК .

Склад Центральної ради партії «Росія майбутнього» (до березня 2019 року):
- Іван Жданов — секретар Центральної ради партії «Росія майбутнього», директор ФБК, керівник юридичного відділу ФБК.
- Георгій Албуров — співробітник ФБК.
- Микола Ляскін — співробітник ФБК.
- Олександр Помазуєв — юрист ФБК.
- Роман Рубанов — директор ФБК (до грудня 2018 року).
- Любов Соболь — юрист ФБК та антикорупційного проекту «РосПіл» (до серпня 2018 року), генеральний продюсер YouTube-каналу «Навальний LIVE», громадсько-політичний діяч.
- Руслан Шаведдінов — співробітник ФБК.

Склад Центральної ради «Партії прогресу» (до травня 2018 року):
- Олексій Навальний — голова Партії прогресу, засновник Фонду боротьби з корупцією (ФБК).
- Георгій Албуров — співробітник ФБК, координатор проектів " РосВибори " і " Добра машина правди ".
- Володимир Ашурков — колишній виконавчий директор ФБК.
- Леонід Волков — екс-депутат Єкатеринбурзької міської Думи, керівник передвиборчого штабу Олексія Навального на виборах мера Москви та президента Росії.
- Євген Доможиров — екс-депутат Законодавчих зборів Вологодської області.
- Микола Ляскін — співробітник ФБК, голова московського відділення «Партії прогресу».
- Владислав Наганов — експерт ФБК, довірена особа Олексія Навального на виборах мера Москви.
- Роман Рубанов — директор ФБК.
- Любов Соболь — юрист ФБК та антикорупційного проекту " РосПіл ", громадсько-політичний діяч.